# Megalocraerus rubricatus
Megalocraerus rubricatus är en skalbaggsart som beskrevs av Lewis 1902. Megalocraerus rubricatus ingår i släktet Megalocraerus och familjen stumpbaggar. Inga underarter finns listade i Catalogue of Life.